# Mukkudal
Mukkudal là một thị xã panchayat của quận Tirunelveli thuộc bang Tamil Nadu, Ấn Độ.

## Nhân khẩu
Theo điều tra dân số năm 2001 của Ấn Độ, Mukkudal có dân số 13.874 người. Phái nam chiếm 48% tổng số dân và phái nữ chiếm 52%. Mukkudal có tỷ lệ 76% biết đọc biết viết, cao hơn tỷ lệ trung bình toàn quốc là 59,5%: tỷ lệ cho phái nam là 82%, và tỷ lệ cho phái nữ là 70%. Tại Mukkudal, 11% dân số nhỏ hơn 6 tuổi.